# Зебала (комуна)
Зебала (рум. Zăbala) — комуна у повіті Ковасна в Румунії. До складу комуни входять такі села (дані про населення за 2002 рік):
- Зебала (3462 особи) — адміністративний центр комуни
- Петень (168 осіб)
- Сурча (655 осіб)
- Тамашфалеу (529 осіб)

Комуна розташована на відстані 162 км на північ від Бухареста, 31 км на схід від Сфинту-Георге, 52 км на північний схід від Брашова.

## Населення
За даними перепису населення 2002 року у комуні проживали 4814 осіб.
Національний склад населення комуни:
| Національність | Кількість осіб | Відсоток |
| -------------- | -------------- | -------- |
| угорці         | 3685           | 76,5%    |
| румуни         | 906            | 18,8%    |
| цигани         | 221            | 4,6%     |
| німці          | 1              | < 0,1%   |

Рідною мовою назвали:
| Мова      | Кількість осіб | Відсоток |
| --------- | -------------- | -------- |
| угорська  | 3911           | 81,2%    |
| румунська | 900            | 18,7%    |
| німецька  | 2              | < 0,1%   |

Склад населення комуни за віросповіданням:
| Релігія                                       | Кількість осіб | Відсоток |
| --------------------------------------------- | -------------- | -------- |
| реформати                                     | 2348           | 48,8%    |
| римо-католики                                 | 1475           | 30,6%    |
| православні                                   | 881            | 18,3%    |
| баптисти                                      | 17             | 0,4%     |
| унітарії                                      | 5              | 0,1%     |
| адвентисти                                    | 3              | 0,1%     |
| старообрядці                                  | 3              | 0,1%     |
| не релігійні                                  | 2              | < 0,1%   |
| лютерани (Синодально-пресвітеріанська церква) | 1              | < 0,1%   |
| не вказали релігію                            | 1              | < 0,1%   |